# گندنایی
گندنایی یا علف سیر (نام علمی: Alliaria petiolata)، گیاهی دو ساله و گلدار از شب‌بویان است. این گیاه بومی اروپا، آسیای غربی و مرکزی و شمال غربی آفریقا، از مراکش ،شبه‌جزیره ایبری و جزایر بریتانیا، شمال و اسکاندیناوی شمالی، و شرق تا پاکستان شمالی و چین غربی(سین‌کیانگ) است.